# Li Ying (Leichtathletin)
Li Ying (* 29. März 1994) ist eine chinesische Dreispringerin.

## Sportliche Laufbahn
Erste internationale Erfahrungen sammelte Li Ying 2017 bei den Asienmeisterschaften in Bhubaneswar, bei denen sie mit einer Weite von 6,19 m den sechsten Platz im Weitsprung belegte. Zwei Jahre später wurde sie bei der Sommer-Universiade in Neapel mit 13,66 m Vierte.

## Persönliche Bestleistungen
- Weitsprung: 6,25 m (−0,1 m/s), 15. April 2016 in Shaoxing
  - Weitsprung (Halle): 6,37 m, 28. Februar 2016 in Nanjing
- Dreisprung: 13,82 m (−0,7 m/s), 8. April 2019 in Zhaoqing
  - Dreisprung (Halle): 13,32 m, 4. März 2016 in Nanjing